# US Open 1996 (tennis, gemengddubbel)
Op het US Open 1996 speelden de vrouwen en mannen in het gemengd dubbelspel van 28 augustus tot en met 8 september 1996.

## Algemeen

### Samenvatting
Van de titelhouders Meredith McGrath en Matt Lucena was de eerste haar titel niet komen verdedigen. Lucena was samen met Kimberly Po door middel van een wildcard tot het toernooi toegelaten – zij strandden al in de eerste ronde.
Het eerste reekshoofd, Larisa Neiland en Mark Woodforde, kwam niet verder dan de tweede ronde.
Het als derde geplaatste Amerikaanse duo Lisa Raymond / Patrick Galbraith won het toernooi. Zij versloegen in de finale het als vierde geplaatste koppel Manon Bollegraf en Rick Leach in twee sets die alle twee moesten worden beslist door een tiebreak. Het was hun eerste (en enige) gezamenlijke titel. Galbraith had daarnaast één eerdere dubbelspeltitel met een andere partner; Raymond geen.

### Nederlandse en Belgische deelnemers
Vijf Nederlanders speelden mee:
- Manon Bollegraf speelde samen met de Amerikaan Rick Leach – zij waren als vierde geplaatst en bereikten de finale.
- Caroline Vis en Byron Talbot (Zuid-Afrika) waren het zesde reekshoofd – zij bereikten de kwartfinale.
- Tom Kempers en de Belgische Els Callens bereikten de tweede ronde.
- Kristie Boogert en Menno Oosting sneuvelden in de eerste ronde

Er waren twee Belgische deelnemers:
- Els Callens speelde samen met de Nederlander Tom Kempers; zie boven.
- Libor Pimek en zijn Roemeense partner Irina Spîrlea waren het vijfde reekshoofd – zij kwamen niet voorbij de eerste ronde.

### Geplaatste teams
| Nr. | Team                           | Resultaat    | Uitgeschakeld door                  |    | Nr.                        | Team         | Resultaat                           | Uitgeschakeld door |
| --- | ------------------------------ | ------------ | ----------------------------------- | -- | -------------------------- | ------------ | ----------------------------------- | ------------------ |
| 1.  | Larisa Neiland Mark Woodforde  | tweede ronde | Martina Hingis Christo van Rensburg | 5. | Irina Spîrlea Libor Pimek  | eerste ronde | Sandrine Testud Paul Kilderry       |                    |
| 2.  | Helena Suková Cyril Suk        | kwartfinale  | Rachel McQuillan David Macpherson   | 6. | Caroline Vis Byron Talbot  | kwartfinale  | Lisa Raymond Patrick Galbraith      |                    |
| 3.  | Lisa Raymond Patrick Galbraith | winnaars     | winnaars                            | 7. | Rennae Stubbs Joshua Eagle | kwartfinale  | Martina Hingis Christo van Rensburg |                    |
| 4.  | Manon Bollegraf Rick Leach     | finale       | Lisa Raymond Patrick Galbraith      | 8. | Lori McNeil Mark Keil      | eerste ronde | Laura Golarsa Andrew Florent        |                    |

## Toernooischema
| Legenda | Legenda                  |
| ------- | ------------------------ |
| Q       | Qualifier                |
| WC      | Deelname via wildcard    |
| LL      | Lucky Loser              |
| r       | Opgave / trok zich terug |
| w/o     | Walk-over                |
| Alt     | Alternate                |
| SE      | Special Exempt           |
| PR      | Protected Ranking        |
| d       | Diskwalificatie          |

### Finale
| Finale |                                |   |    |  |
|        |                                |   |    |  |
| 4      | Manon Bollegraf Rick Leach     | 6 | 64 |  |
| 3      | Lisa Raymond Patrick Galbraith | 7 | 7  |  |

### Onderste helft
| Eerste ronde | Eerste ronde                            | Eerste ronde | Eerste ronde | Eerste ronde |  |   | Tweede ronde                      | Tweede ronde                            | Tweede ronde | Tweede ronde | Tweede ronde |  |  | Kwartfinale | Kwartfinale                       | Kwartfinale | Kwartfinale | Kwartfinale |  |  | Halve finale | Halve finale                      | Halve finale | Halve finale | Halve finale |
|              |                                         |              |              |              |  |   |                                   |                                         |              |              |              |  |  |             |                                   |             |             |             |  |  |              |                                   |              |              |              |
| 6            | Caroline Vis Byron Talbot               | w            | /            | o            |  |   |                                   |                                         |              |              |              |  |  |             |                                   |             |             |             |  |  |              |                                   |              |              |              |
|              | Linda Wild Donald Johnson               |              |              |              |  |   | 6                                 | Caroline Vis Byron Talbot               | 4            | 6            | 7            |  |  |             |                                   |             |             |             |  |  |              |                                   |              |              |              |
| WC           | Kimberly Po Matt Lucena                 | 6            | 3            | 4            |  |   | Els Callens Tom Kempers           | 6                                       | 4            | 6            |              |  |  |             |                                   |             |             |             |  |  |              |                                   |              |              |              |
|              | Els Callens Tom Kempers                 | 4            | 6            | 6            |  |   |                                   |                                         |              |              |              |  |  | 6           | Caroline Vis Byron Talbot         | 4           | 4           |             |  |  |              |                                   |              |              |              |
|              | Jill Hetherington John-Laffnie de Jager | 7            | 6            |              |  |   |                                   |                                         |              |              |              |  |  | 3           | Lisa Raymond Patrick Galbraith    | 6           | 6           |             |  |  |              |                                   |              |              |              |
|              | Zina Garrison-Jackson Greg Van Emburgh  | 63           | 4            |              |  |   |                                   | Jill Hetherington John-Laffnie de Jager | 65           | 4            |              |  |  |             |                                   |             |             |             |  |  |              |                                   |              |              |              |
|              | Rosalyn Nideffer Francisco Montana      | 3            | 6            | 3            |  | 3 | Lisa Raymond Patrick Galbraith    | 7                                       | 6            |              |              |  |  |             |                                   |             |             |             |  |  |              |                                   |              |              |              |
| 3            | Lisa Raymond Patrick Galbraith          | 6            | 3            | 6            |  |   |                                   |                                         |              |              |              |  |  |             |                                   |             |             |             |  |  | 3            | Lisa Raymond Patrick Galbraith    | 6            | 3            | 6            |
| 8            | Lori McNeil Mark Keil                   | 6            | 2            | 6            |  |   |                                   |                                         |              |              |              |  |  |             |                                   |             |             |             |  |  |              | Rachel McQuillan David Macpherson | 3            | 6            | 4            |
|              | Laura Golarsa Andrew Florent            | 4            | 6            | 7            |  |   |                                   | Laura Golarsa Andrew Florent            | 6            | 2            | 3            |  |  |             |                                   |             |             |             |  |  |              |                                   |              |              |              |
|              | Rachel McQuillan David Macpherson       | 7            | 4            | 6            |  |   | Rachel McQuillan David Macpherson | 3                                       | 6            | 6            |              |  |  |             |                                   |             |             |             |  |  |              |                                   |              |              |              |
|              | Nana Miyagi Kent Kinnear                | 5            | 6            | 0            |  |   |                                   |                                         |              |              |              |  |  |             | Rachel McQuillan David Macpherson | 6           | 7           |             |  |  |              |                                   |              |              |              |
| WC           | Tami Whitlinger-Jones Chris Woodruff    | 7            | 6            |              |  |   |                                   |                                         |              |              |              |  |  | 2           | Helena Suková Cyril Suk           | 4           | 65          |             |  |  |              |                                   |              |              |              |
|              | Patricia Tarabini Kelly Jones           | 5            | 3            |              |  |   | WC                                | Tami Whitlinger-Jones Chris Woodruff    | 5            | 1            |              |  |  |             |                                   |             |             |             |  |  |              |                                   |              |              |              |
| WC           | Mashona Washington Mashiska Washington  | 2            | 1            |              |  | 2 | Helena Suková Cyril Suk           | 7                                       | 6            |              |              |  |  |             |                                   |             |             |             |  |  |              |                                   |              |              |              |
| 2            | Helena Suková Cyril Suk                 | 6            | 6            |              |  |   |                                   |                                         |              |              |              |  |  |             |                                   |             |             |             |  |  |              |                                   |              |              |              |

## Bron
- (en)  Toernooischema WTA (pagina 5)

1881 · 1882 · 1883 · 1884 · 1885 · 1886 · 1887 · 1888 · 1889 · 1890 · 1891 · 1892 · 1893 · 1894 · 1895 · 1896 · 1897 · 1898 · 1899 · 1900 · 1901 · 1902 · 1903 · 1904 · 1905 · 1906 · 1907 · 1908 · 1909 · 1910 · 1911 · 1912 · 1913 · 1914 · 1915 · 1916 · 1917 · 1918 · 1919 · 1920 · 1921 · 1922 · 1923 · 1924 · 1925 · 1926 · 1927 · 1928 · 1929 · 1930 · 1931 · 1932 · 1933 · 1934 · 1935 · 1936 · 1937 · 1938 · 1939 · 1940 · 1941 · 1942 · 1943 · 1944 · 1945 · 1946 · 1947 · 1948 · 1949 · 1950 · 1951 · 1952 · 1953 · 1954 · 1955 · 1956 · 1957 · 1958 · 1959 · 1960 · 1961 · 1962 · 1963 · 1964 · 1965 · 1966 · 1967
↓ open tijdperk ↓
1968 (m-v-md-vd-gd) ·
1969 (m-v-md-vd-gd) ·
1970 (m-v-md-vd-gd) ·
1971 (m-v-md-vd-gd) ·
1972 (m-v-md-vd-gd) ·
1973 (m-v-md-vd-gd) ·
1974 (m-v-md-vd-gd) ·
1975 (m-v-md-vd-gd) ·
1976 (m-v-md-vd-gd) ·
1977 (m-v-md-vd-gd) ·
1978 (m-v-md-vd-gd) ·
1979 (m-v-md-vd-gd) ·
1980 (m-v-md-vd-gd) ·
1981 (m-v-md-vd-gd) ·
1982 (m-v-md-vd-gd) ·
1983 (m-v-md-vd-gd) ·
1984 (m-v-md-vd-gd) ·
1985 (m-v-md-vd-gd) ·
1986 (m-v-md-vd-gd) ·
1987 (m-v-md-vd-gd) ·
1988 (m-v-md-vd-gd) ·
1989 (m-v-md-vd-gd) ·
1990 (m-v-md-vd-gd) ·
1991 (m-v-md-vd-gd) ·
1992 (m-v-md-vd-gd) ·
1993 (m-v-md-vd-gd) ·
1994 (m-v-md-vd-gd) ·
1995 (m-v-md-vd-gd) ·
1996 (m-v-md-vd-gd) ·
1997 (m-v-md-vd-gd) ·
1998 (m-v-md-vd-gd) ·
1999 (m-v-md-vd-gd) ·
2000 (m-v-md-vd-gd) ·
2001 (m-v-md-vd-gd) ·
2002 (m-v-md-vd-gd) ·
2003 (m-v-md-vd-gd) ·
2004 (m-v-md-vd-gd) ·
2005 (m-v-md-vd-gd) ·
2006 (m-v-md-vd-gd) ·
2007 (m-v-md-vd-gd) ·
2008 (m-v-md-vd-gd) ·
2009 (m-v-md-vd-gd) ·
2010 (m-v-md-vd-gd) ·
2011 (m-v-md-vd-gd) ·
2012 (m-v-md-vd-gd) ·
2013 (m-v-md-vd-gd) ·
2014 (m-v-md-vd-gd) ·
2015 (m-v-md-vd-gd) ·
2016 (m-v-md-vd-gd) ·
2017 (m-v-md-vd-gd) ·
2018 (m-v-md-vd-gd) ·
2019 (m-v-md-vd-gd) ·
2020 (m-v-md-vd) ·
2021 (m-v-md-vd-gd) ·
2022 (m-v-md-vd-gd) ·
2023 (m-v-md-vd-gd)  ·
2024 (m-v-md-vd-gd)
Lijst van US Openwinnaars